# Condado de Stanton (Nebraska)
O Condado de Stanton é um dos 93 condados do estado norte-americano de Nebraska. A sede do condado é Stanton, que é também a sua maior cidade. O condado tem uma área de 1116 km² (dos quais 3 km² estão cobertos por água), uma população de 6455 habitantes, e uma densidade populacional de 5,8 hab/km² (segundo o censo nacional de 2000). Foi fundado em 1865. O seu nome é uma homenagem ao Procurador-geral e Secretário da Guerra Edwin M. Stanton (1814-1869).